# Cala d’Or
Cala d'Or egy kis település Mallorca délkeleti részén. Jellegzetessége, hogy csak fehér épületek vannak benne, s ez már messziről feltűnik.[forrás?] Szép, kulturált környezetben kialakított tipikusan nyaralásra fejlesztett település. Külön kikötője van, a Cala D'Or Marina.
Vízközelben a legtöbb terület magántulajdonban van, így sok helyen kerítés akadályozza a vízparti sétákat. Spanyolul és katalán nyelven beszélnek, de sokan tudnak németül és angolul. Sok olcsó hotel is van, ahol előfoglalás nélkül találhatunk szállást még idényben is. Több homokos strandja van, amik teljesen védett öblökben találhatók (Playa Cala D'Or, Cala Gran, Cala Esmerelda stb.). A közlekedés kiváló, Mallorcán az úthálózat és a benzinkutak sűrűsége nagyon jó, tipikus a körforgalommal irányított kereszteződés. Az Európára illetve Spanyolországra érvényes navigációs rendszerek gyakran eltévedhetnek még 2008-as adatoknál is, így ajánlatos párhuzamosan egy friss térkép használata, vagy a táblák figyelése. Mallorca kicsi, s innen a sziget északnyugati csücskéig (Soller-ba) nem egészen 1 óra 10 perc alatt el lehet jutni kocsival, minden sebességkorlátozást figyelembe véve. Autópályadíj nincs.

## Képek

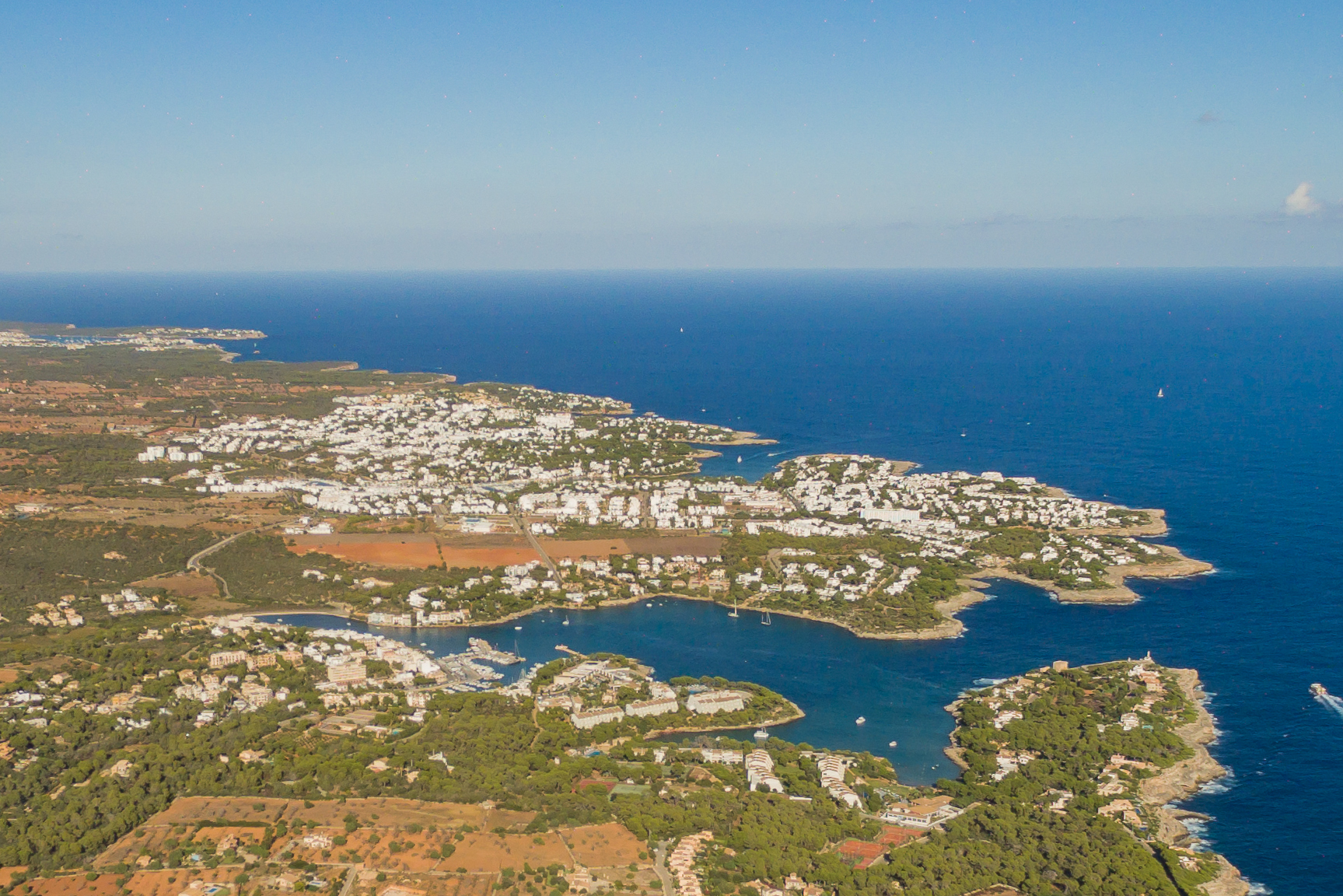
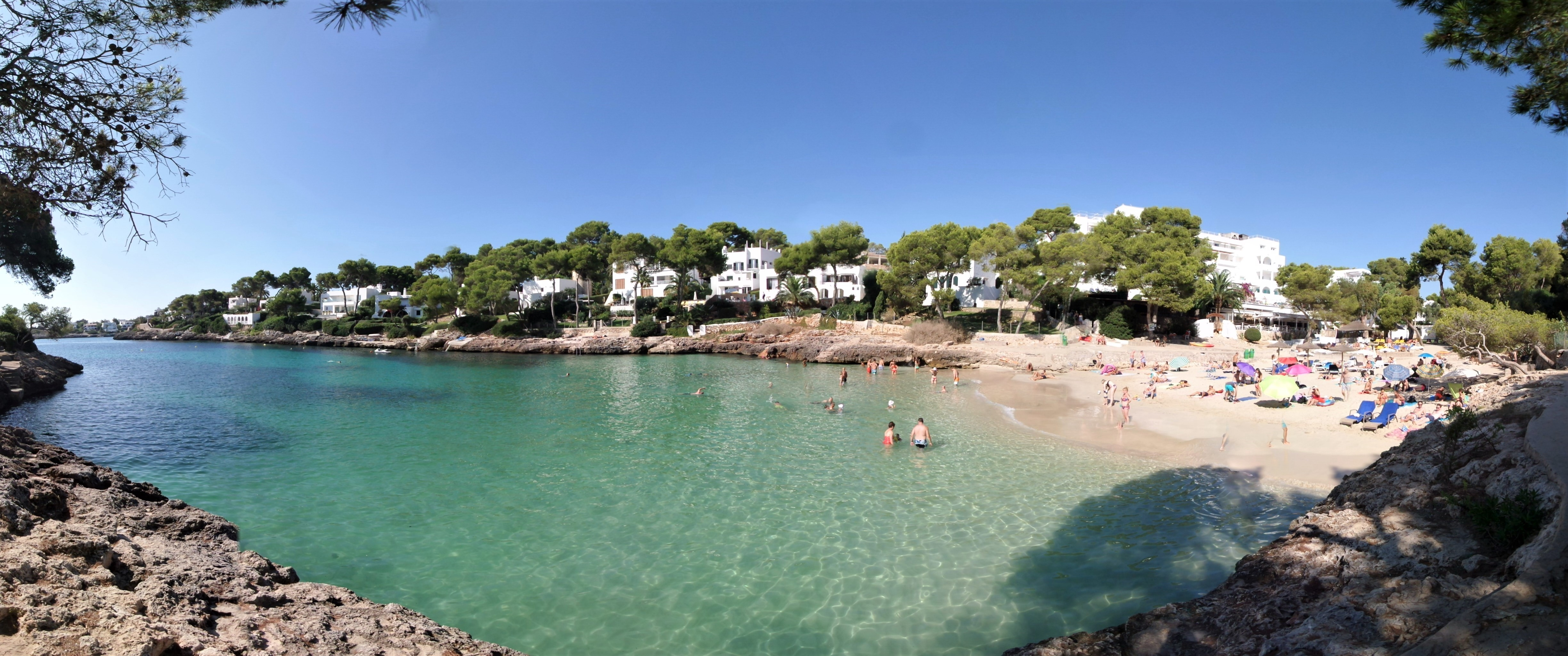
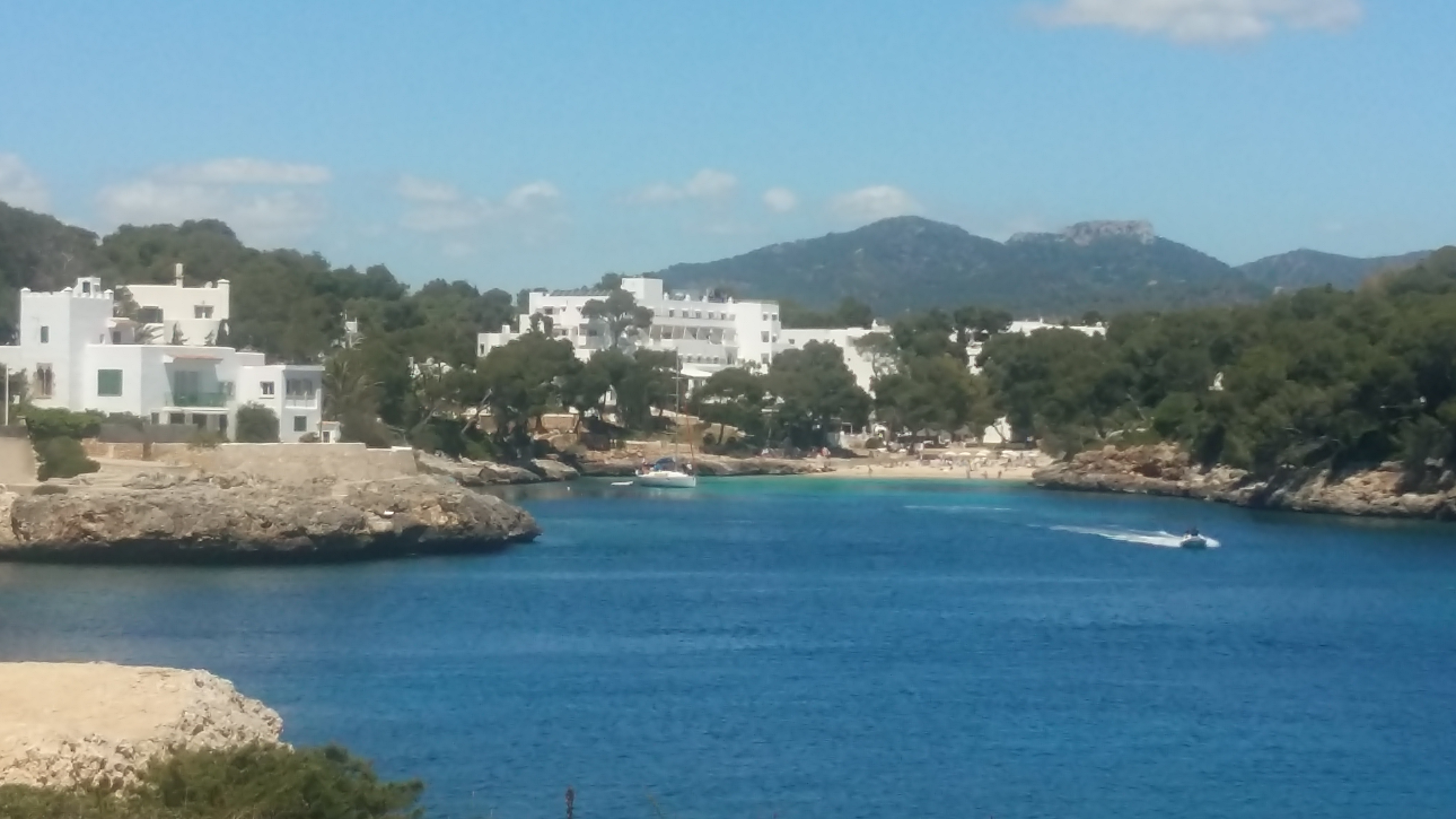
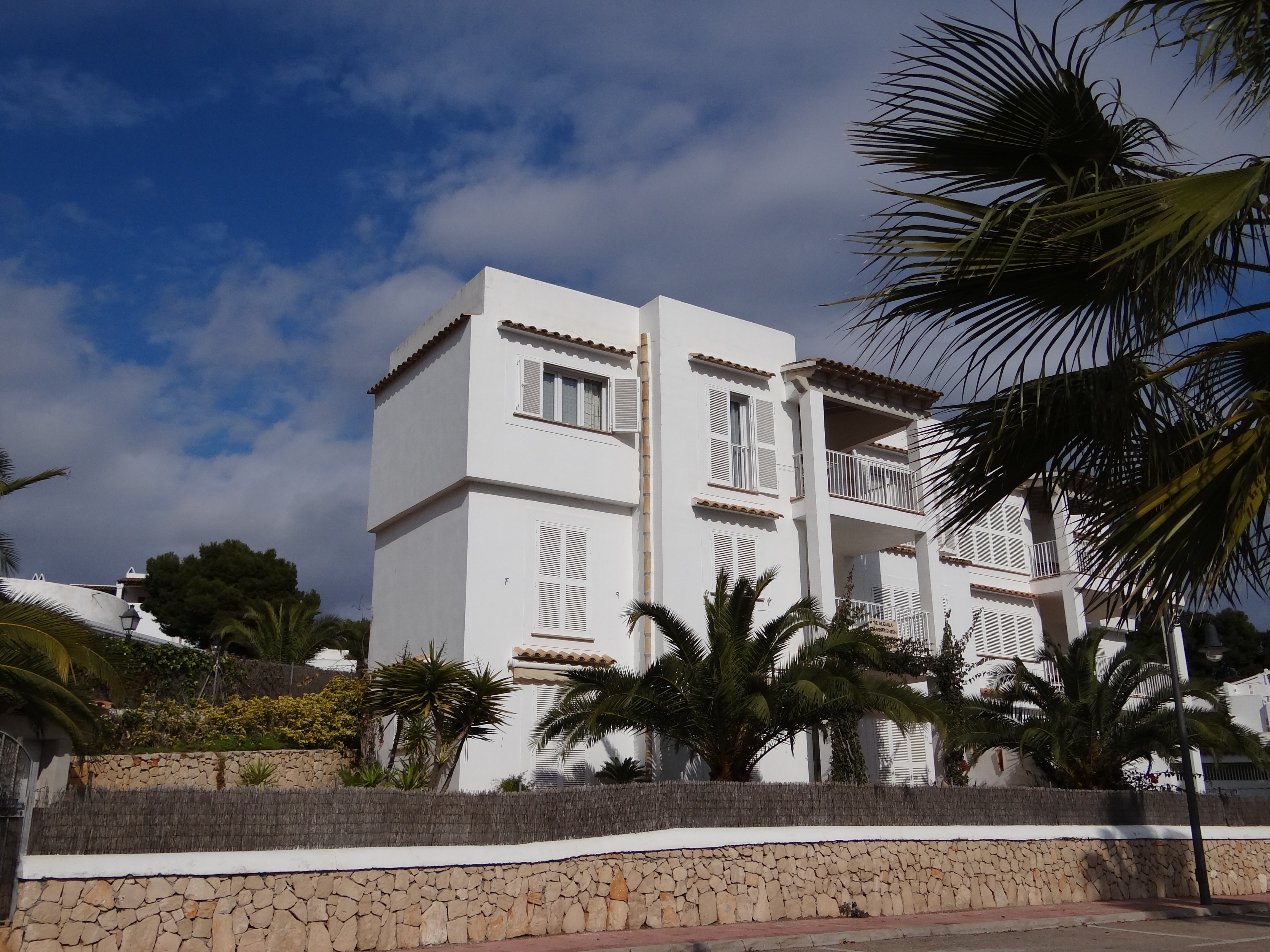
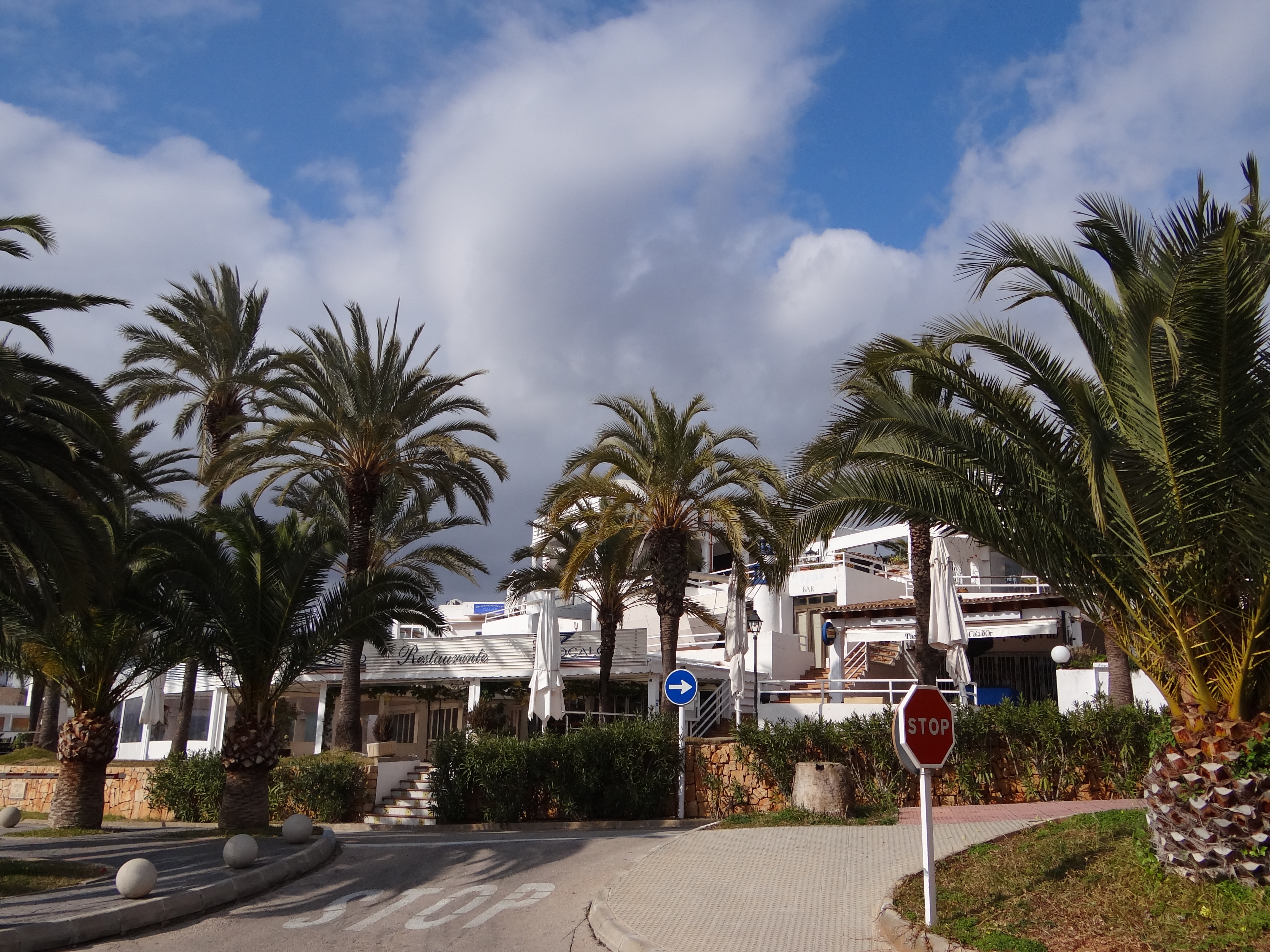
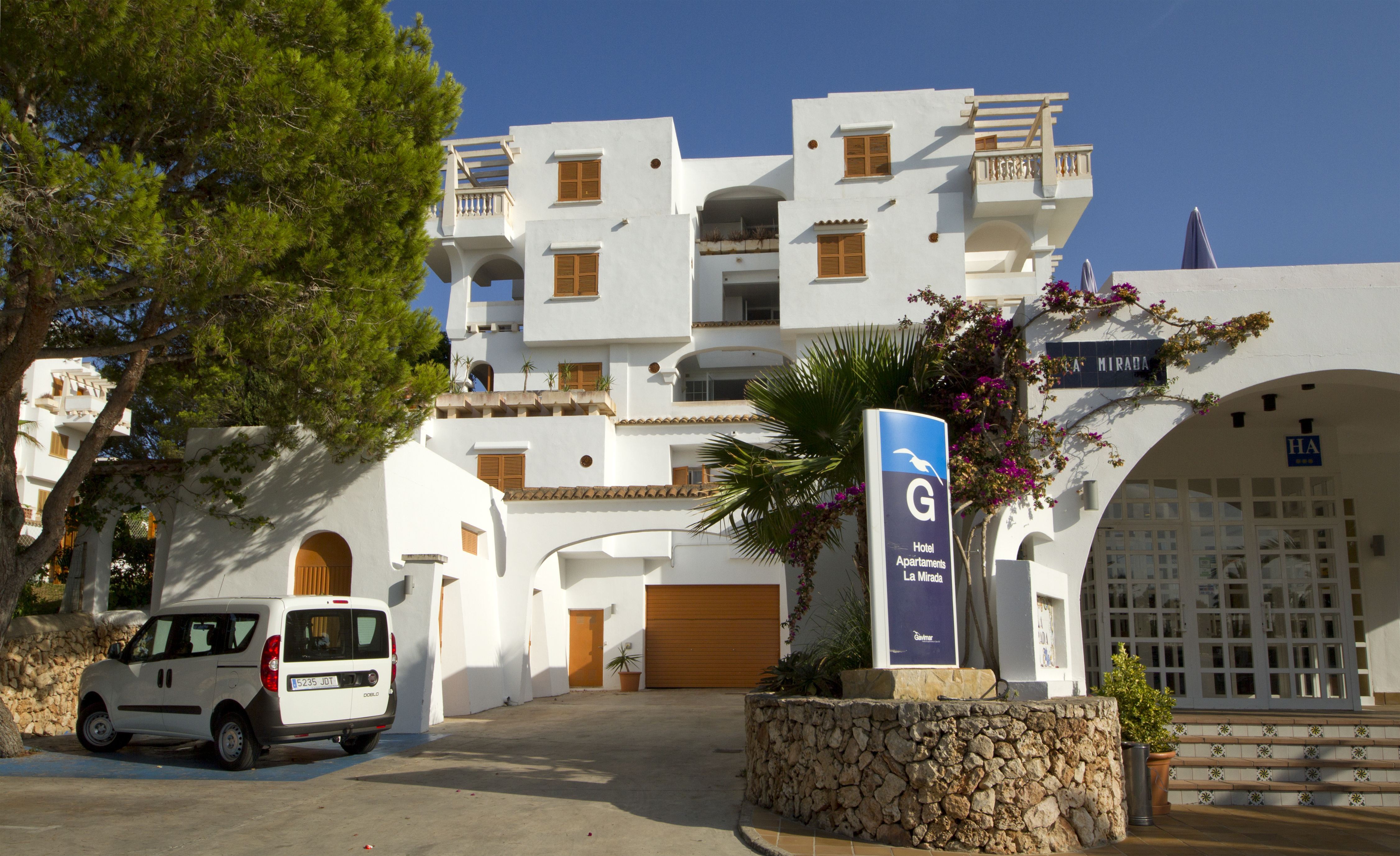
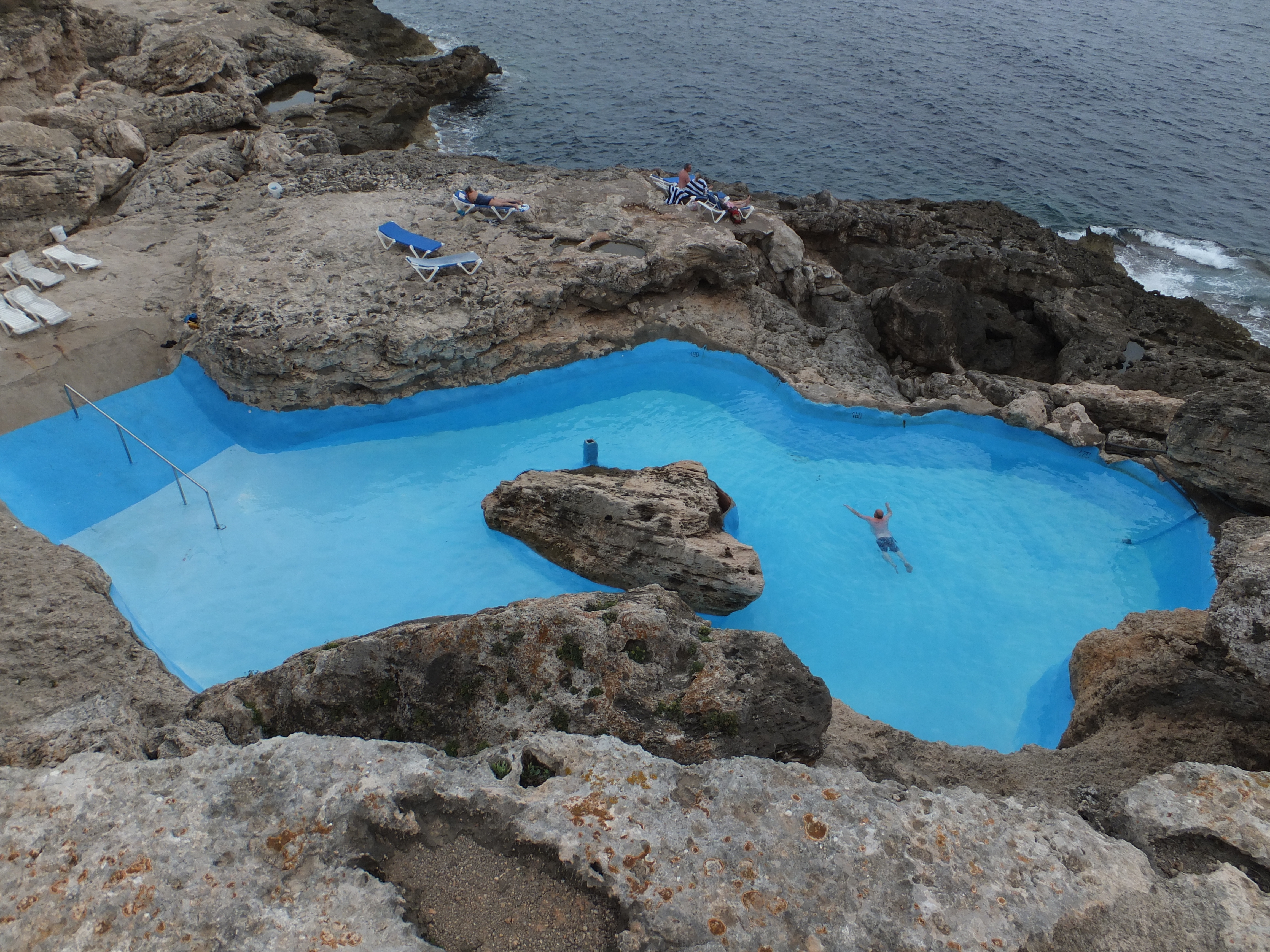
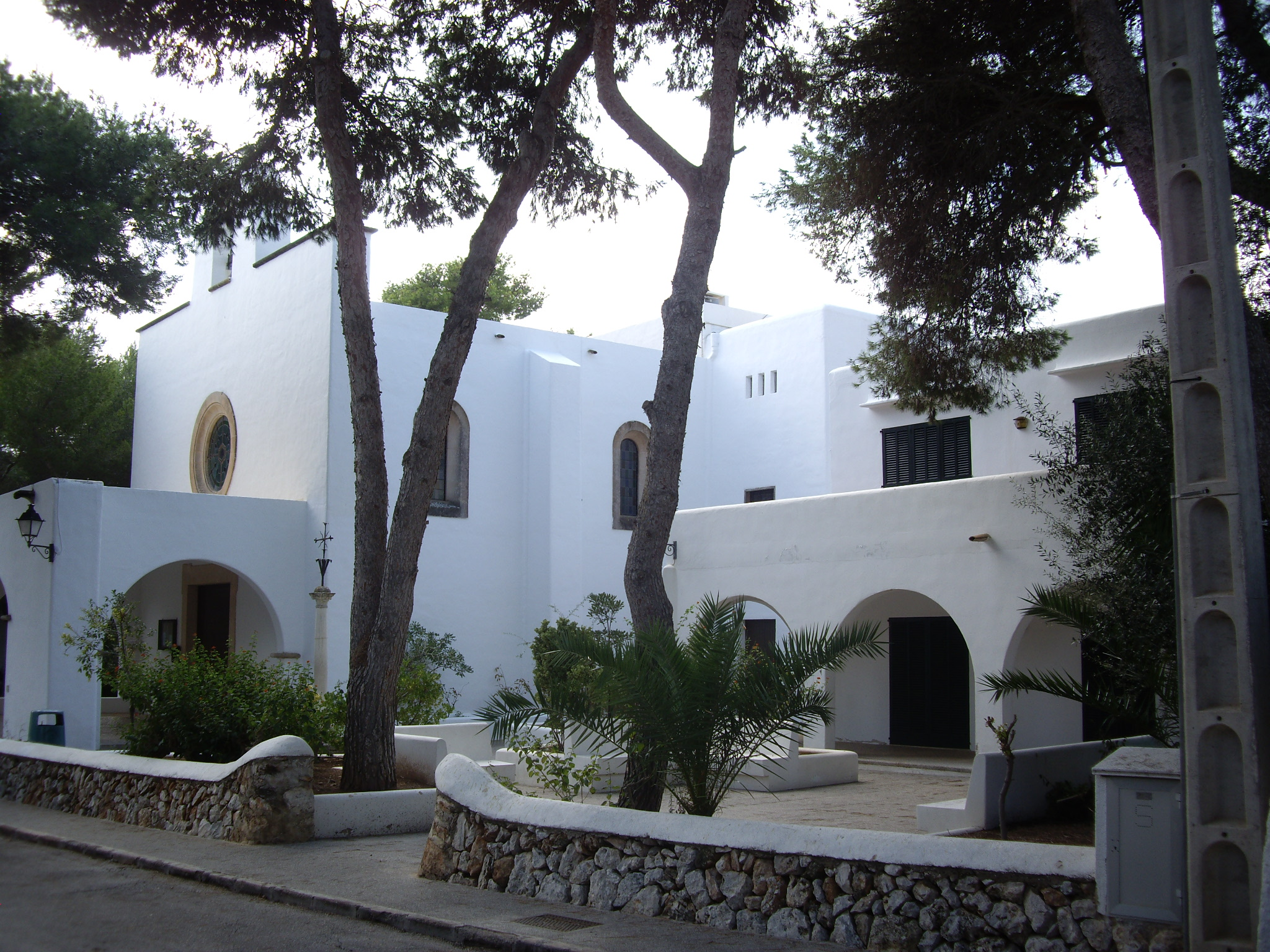

## Népesség
| 2019 | 3 929 |
| 2023 | 3 990 |